# Папии
Папиите (Papii; Papius) са самнитски род, произлизащ от Лавиниум с
мъжкото име Папий (Papius).
Известни от фамилията Папии:
- Гай Папий, народен трибун 65 пр.н.е., на него е наречен закона lex Papia
- Гай Папий Целз, в Лавиниум, роден баща на Тит Аний Мило (претор 54 пр.н.е.)
- Гай Папий Мутил († 80 пр.н.е.), вожд на самнитите
- Луций Папий, на много монети, монетен майстор 78-76 пр.н.е
- Марк Папий Мутил, суфектконсул 9 г.; с прародител вожда Гай Папий Мутил
- Луций Папий Пакациан, консул 332 г.

Други:
- Lex Papia Poppaea, брачен закон 9 г. от Марк Папий Мутил и Квинт Попей Секундус